# Gran Idea

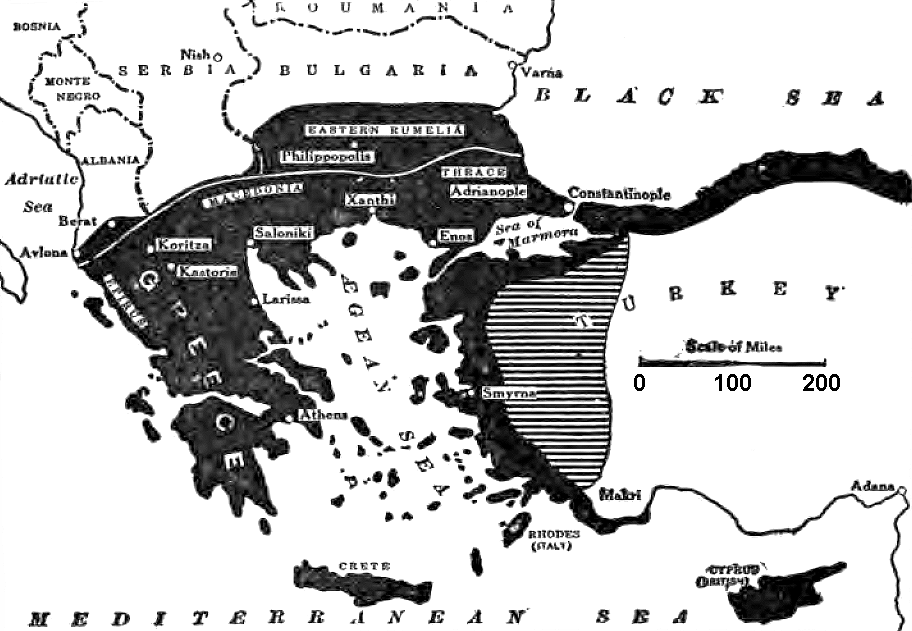
Mapa de la «Gran Grecia» propuesta por Eleftherios Venizelos en la Conferencia de Paz de París de 1919.

La Gran Idea (en griego moderno: Μεγάλη Ιδέα, Megáli Idéa) era la expresión del sentimiento nacional tras el nacionalismo griego en los siglos XIX y XX. Pretendía unir a todos los griegos en un solo Estado nación con su capital establecida en Constantinopla. Tomó ante todo la forma de un irredentismo. El término fue inventado en 1844 por Ioannis Kolettis, primer ministro del rey Otón. La Gran Idea dominó toda la política exterior y por consiguiente la política interior de Grecia: de la guerra de independencia de los años 1820, al problema chipriota de los años 1970 pasando por las guerras balcánicas de principios del siglo XX. El principal adversario de Grecia en su realización de la Gran Idea fue el Imperio otomano y, posteriormente, Turquía.
|  |

## El sentimiento nacional

### El peso de la ocupación otomana

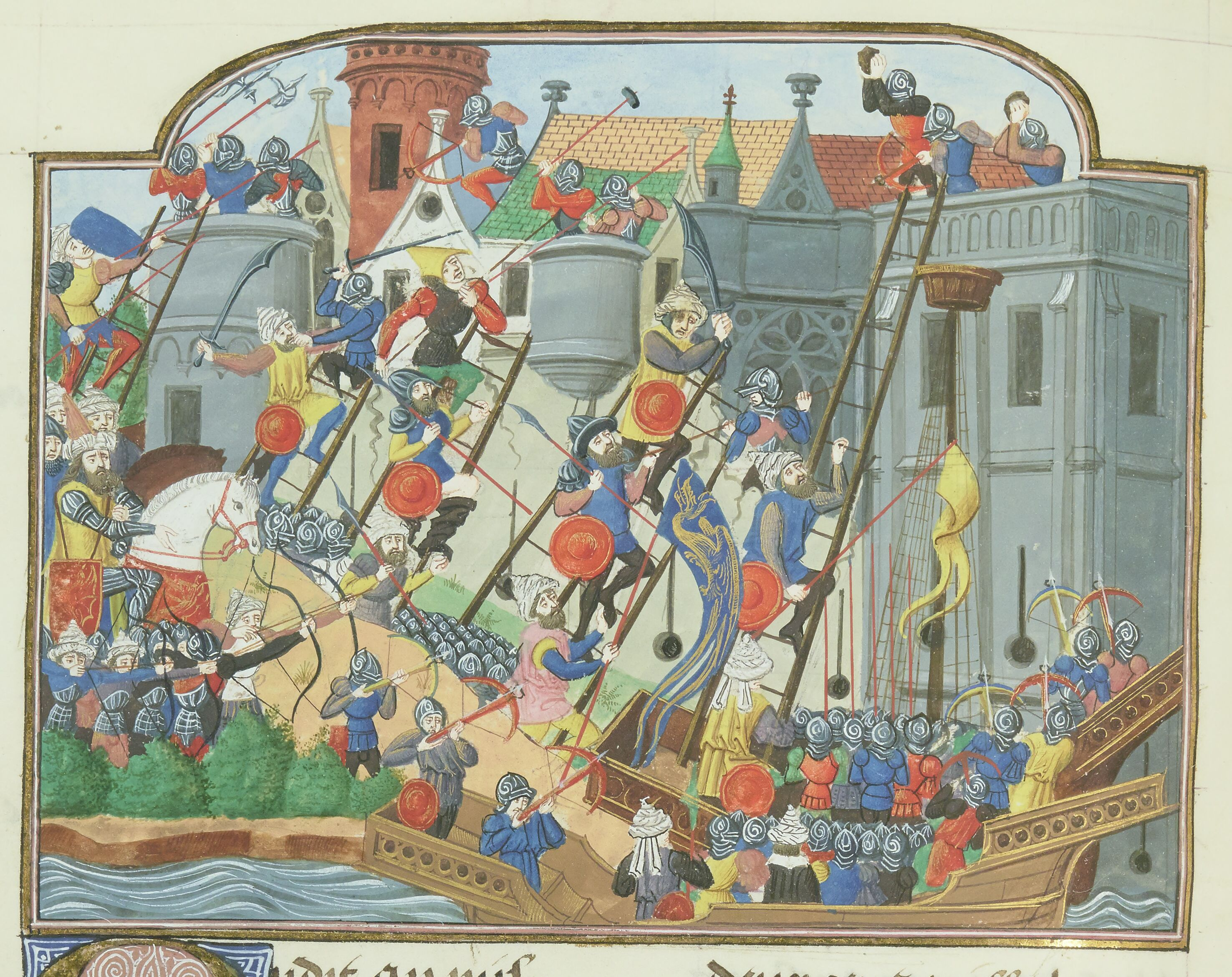
Ilustración de las Crónicas de Juan Chartier que representa la caída de Constantinopla, tercer cuarto del, Biblioteca nacional de Francia.

Los ejércitos otomanos se apoderaron sucesivamente de Constantinopla en 1453, de Atenas en 1458 y de Mistra, situada muy cerca de la antigua Esparta, en 1460. Toda forma de Estado griego independiente desapareció entonces. Sin embargo, la administración otomana reconocía que existía una población a la que se podía considerar como "griega". El sistema otomano de los «millets» (naciones) organizaba a las diferentes poblaciones del Imperio: había así un millet otomano y un millet judío, por ejemplo. Existían también un millet-i Rum o millet griego. De hecho, éste incluía a todos los cristianos ortodoxos, que fuesen de lengua griega, búlgara o rumana. Esta ambigüedad desempeñó más tarde un papel en la definición de los límites de la nación griega. La señal de la sujeción era principalmente el impuesto haradj. Hasta finales del siglo XVII, se añadía a eso el paidomazoma (obligación de abastecer a los jenízaros). Estos impuestos, y sobre todo la cascada de reducciones de salario efectuados desde arriba hacia los numerosos funcionarios imperiales, fueron muy mal vistos por la población local. Diversas rebeliones, como la Revolución de Orloff a menudo conllevaban un aumento en las reducciones como castigo. Los kleftes, cuyas exacciones eran una forma de resistencia al impuesto, están a menudo considerados como los precursores del movimiento de liberación nacional.
El millet griego fue dirigido por la jerarquía de la Iglesia ortodoxa. El Patriarca de Constantinopla fue considerado por los Otomanos como el jefe de la "nación griega". El poder de la Iglesia ortodoxa estaba, pues, muy vinculado al poder otomano, por lo que el mantenimiento de los intereses otomanos en la zona acarreaba el mantenimiento de sus propios intereses, lo que le significó un descrédito importante entre la población.

### Definir un Estado nación
Al igual que todos los movimientos nacionales del siglo XIX, la Gran Idea quería reagrupar en un solo y único Estado nación a todos los griegos. Nació en el pensamiento de la Ilustración y de la Revolución francesa. Así, la Declaración de los Derechos del Hombre y del Ciudadano del 26 de agosto de 1789 proclamaba el derecho de los pueblos de disponer de sí mismos. Los griegos, sometidos a los Otomanos, deseaban disponer de idénticos derechos y tener un "gobierno que emanara del consentimiento de los gobernados", como lo proponía la Declaración de Independencia de los Estados Unidos de América. Las ideas ilustradas tocaron a los Phanariotes, quienes por sus funciones administrativas y gubernamentales (entre las que destacaban los papeles de intérpretes para la Gran Puerta) estaban muy en contacto con Occidente.
Intelectuales griegos estaban también en el exilio en Europa occidental: Adamántios Koraïs pasó toda la Revolución francesa en París; Rigas Feraios estaba en Viena; había unos mercaderes debido a la diáspora en Odesa, Venecia o Marsella. Periódicos (como el Mercurio sabio de Anthimos Gazis que era publicado en Viena en 1811 y 1812) y círculos intelectuales habían sido creados por estos griegos en toda Europa. En 1803, apareció en París el Informe sobre el estado actual de la civilización en Grecia; en 1806 se publicó en Livorno un Discurso sobre la libertad. Estas obras transportaban las ideas de las Luces sobre la Libertad o el derecho de los pueblos de autogobernarse.
Pero la misma definición sobre qué era «griego» o qué era lo «griego» planteaba en sí un problema (ver, por ejemplo, el artículo Nombres de los griegos). ¿Qué principio se debía aplicar: la etnia "griega", religión ortodoxa "griega", lengua "griega", la geografía, la historia?
Iakovos Rizos-Neroulos declaró durante la primera conferencia de la Sociedad Arqueológica de Atenas, en 1838, sobre la Acrópolis de Atenas:

Señores, estas piedras, gracias a Fidias, Praxíteles, Agorácrito y Mirón, son más preciosas que diamantes o ágatas: es a las piedras a las que debemos nuestro renacimiento político.

Evocaba aquí el papel de los viajeros occidentales, a los del Grand Tour, en el nacimiento del sentimiento nacional griego a finales del siglo XVIII. Su interés por los monumentos antiguos le mostró tanto a los griegos eruditos, como a las poblaciones locales, que existía otra Grecia como referencia además de la Grecia de la Iglesia ortodoxa sometida al poder otomano. Nacieron entonces en Grecia una progonoplexia (obsesión por los antepasados) y una arkhaiotreia (fascinación por lo antiguo). Se comienza a dar a los niños nombres a la antigua. Se hizo lo mismo con los nombres de las embarcaciones y con la propia lengua griega: la lengua vernácula estuvo considerada «contaminada» por palabras extranjeras (turcas sobre todo). Había que reencontrar una lengua "pura": se eligió el ático del siglo V a. C. La antigüedad se hizo, pues, la nueva referencia para definir "Grecia".
La extensión máxima de este Estado nación sería, para los más extremistas, la extensión del mundo griego según Estrabón, pero la referencia histórica escogida será: de Italia del sur (Magna Grecia), a Antioquía, pasando por Creta, Chipre y toda Anatolia; del norte, del mar Negro (Ponto Euxino) a Creta, pasando por la misma Grecia continental, el norte de los Balcanes y Asia Menor. Esto correspondía a la extensión del Imperio bizantino de tiempos de la Dinastía macedónica.

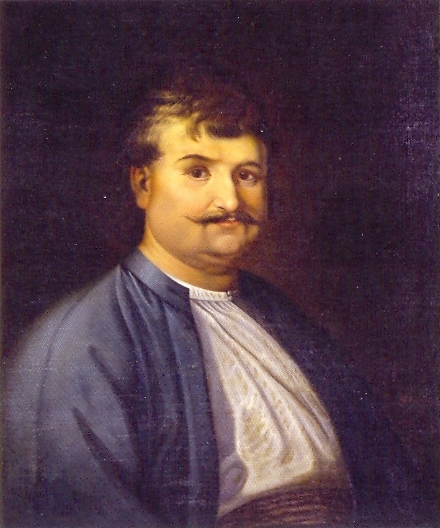
Rigas Feraios.

Hay que añadir a este sentimiento el traumatismo político y religioso de la Toma de Constantinopla por los Otomanos en 1453. Constantinopla era la capital religiosa de la ortodoxia y la capital política del Imperio bizantino. Su pérdida coincidió con la desaparición de Grecia y el sometimiento de los griegos. Su libertad y su existencia como nación podía pasar solo por la reconquista de la "Ciudad".
En 1796, mientras estaba en Viena Rigas Feraios, el poeta precursor de la insurrección contra los Otomanos, había publicado una carta de Grecia (Χάρτας της Ελλάδας), prevista en un comienzo para ilustrar Los viajes del joven Anacharsis en Grecia del francés Jean-Jacques Barthélemy. Si este mapa inmenso (4 m²) se centraba sobre la Grecia antigua (la historia antigua es la única historia representada en el mapa), incluía a Constantinopla y Valaquia; pero también las actuales Bosnia, Serbia y Albania. La Grecia descrita comprendía de hecho todos los Balcanes y Rumania. La lengua de esta entidad debía ser el griego, elemento de base de la definición de la nacionalidad. La carta de Rigas sufrió de la ejecución de su creador, pero en 1800, Anthimos Gazis publicó una versión simplificada, añadiendo a eso la Magna Grecia y Chipre.

## Las decepciones después de la Guerra de Independencia

### La independencia

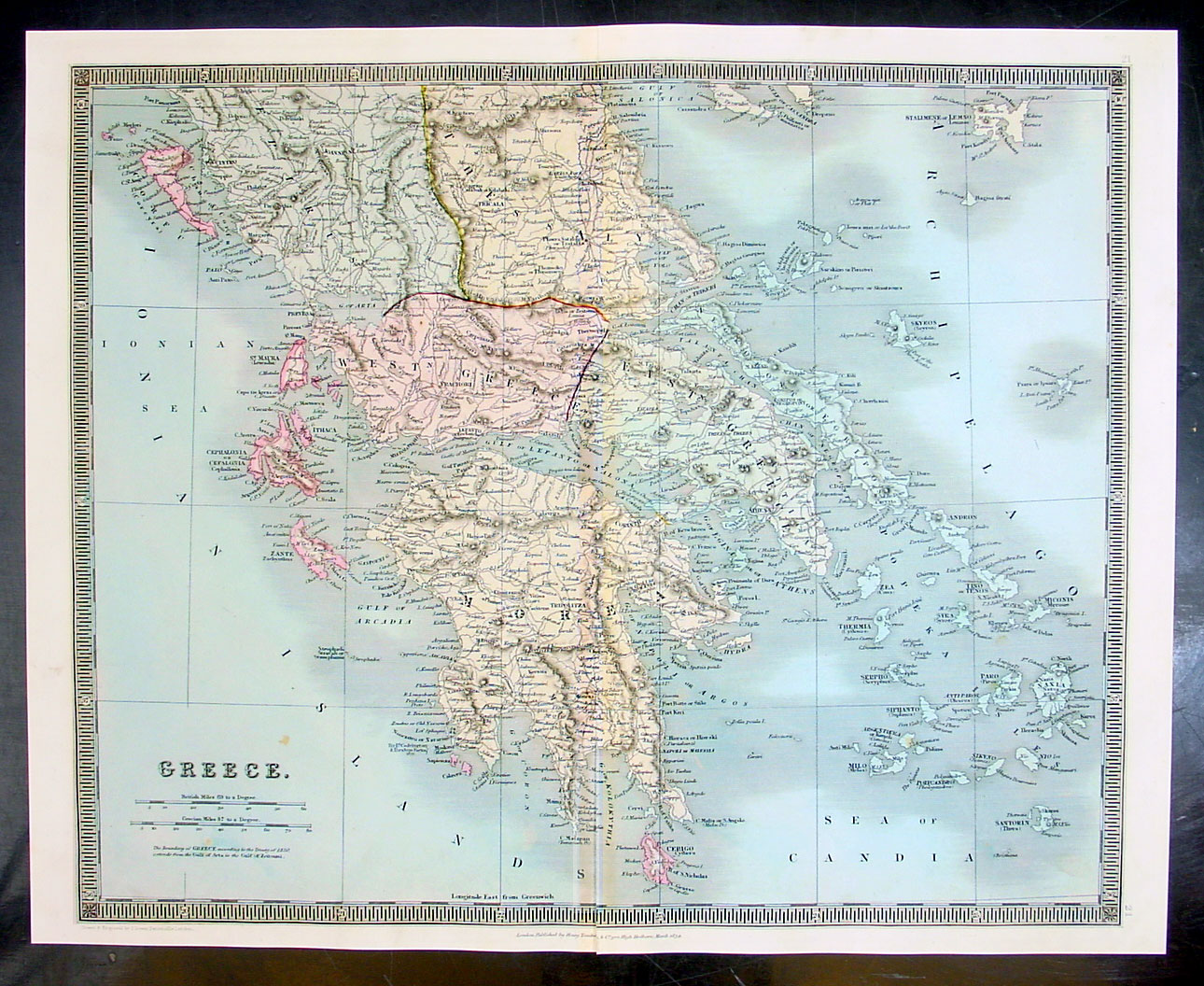
Grecia en 1834.

La guerra de Independencia de Grecia fue primero una guerra de liberación, una lucha contra la opresión otomana. Los movimientos principales se efectuaron en el Peloponeso y alrededor de Atenas. Hubo también unos combates en el Épiro (sobre todo a causa de Ali Pasha). La victoria final se obtuvo gracias al apoyo de las grandes potencias, Francia, el Reino Unido y Rusia (que luego se hicieron llamar «Potencias Protectoras» del joven reino griego), entre otras cosas, con la batalla de Navarino y la expedición francesa de Morea. Los griegos no estaban en condiciones de obtener todo lo que querían en el momento de las negociaciones que siguieron al fin del conflicto. Con objeto de cuidarse todavía del Imperio otomano, la Conferencia de Londres de 1830 fijó las fronteras del nuevo Estado. Grecia debía contentarse con el Peloponeso, con una parte de Rumelia (la frontera iba de Arta al oeste a Volos al este) y de algunas islas próximas al continente, como Egina o Hidra y una parte de las Cícladas. De los tres millones de los considerados como griegos, 700.000 se reencontraban en el nuevo Estado, mientras que Constantinopla reagrupaba a 200.000 griegos. Los grandes centros culturales, religiosos y económicos estaban todos fuera del reino, que no contaba ninguna gran ciudad: las tres primeras capitales (Egina, Nauplia y la misma Atenas) no sobrepasaban los 5000 habitantes. De esta forma, la decepción de los patriotas griegos dentro y fuera del Estado fue muy grande.

### Autóctonosyheteróctonos
Después del golpe de Estado del 3 de septiembre de 1843, en un momento difícil de las negociaciones para redactar una constitución, el primer ministro Ioannis Kolettis se convirtió en el líder de los derechos de los "heteróctonos", griegos nacionales nacidos fuera de las fronteras del Reino. Su familia era originaria de Valaquia y él mismo era natural de Épiro, dos regiones todavía no relacionadas con la patria griega. Consideraba, pues, que Grecia debía englobar a los "autóctonos", los nacidos en el reino y a los "heteróctonos". Había según él dos centros del helenismo: Atenas y Constantinopla («el sueño y la esperanza de todos los griegos»). Así declaró a la Asamblea constituyente el 14 de enero de 1844 en un discurso que daba origen a la "Gran Idea":

Teniendo Oriente a su derecha y Occidente a su izquierda, [Grecia] está predestinada por su renacimiento que alumbra Oriente como le fue por su vuelo que alumbra Occidente.
En el espíritu [..] de esta Gran Idea, vi a los representantes de la Nación decidir siempre no sólo la suerte de Grecia, sino que la de la nación griega en conjunto. [...] cuánto más vasta y más ancha era esta Gran Idea que nos hacíamos de la patria, y que habíamos encontrado expresada por primera vez en el canto de Rigas [el Thourios].

El reino griego no es la integridad de Grecia, sino solamente una parte, una parte más pequeña y más pobre. Un griego no es solamente alguien que viva en los límites del reino, sino también alguien que viva en Ioanina, en Tesalia, en Serres, en Andrianópolis, en Constantinopla, en Trebisonda, en Creta, en Samos y en cualquier lugar asociado a la historia o a la raza griega.

Había entonces poblaciones a las que se podía considerar como griegas, no solo según la definición de Kolettis, sino también por razones de lengua, de religión o de origen étnico a causa de las migraciones:
- En la península balcánica desde Valona en la actual Albania al oeste y Varna en la actual Bulgaria al este;
- A lo largo del mar de Mármara y en Constantinopla;
- A lo largo de la costa de Asia Menor, principalmente en Esmirna;
- En Anatolia, sobre todo en Capadocia y a lo largo de la costa norte, sobre el mar Negro, en los Alpes pónticos, pero también hasta Armenia;
- En el norte del Mar Negro, en Rusia, donde se habían instalado ciertos griegos pónticos y mercaderes "autóctonos", alrededor de Odesa.

Algunos de estos griegos del exterior, sobre todo los campesinos, diferían en poco de sus vecinos no griegos. Si eran ferozmente ortodoxos, hablaban la lengua vernácula local. Así, los 400.000 griegos de Anatolia (y de Constantinopla), que hablaban solo turco, fueron llamados "karamanlides". Una de las grandes familias de hombres políticos griegos del siglo XX es la familia Karamanlis. Ciertos apellidos oriundos de Anatolia todavía comienzan hoy con «Hadji» (el compositor Manos Hadjidakis, el pintor Nikos Khatzikyriakos-Ghikas o el fundador de EasyJet Stelios Haji-Ioannou) recordando que uno de los miembros de la familia hizo su peregrinaje en La Meca y se hizo así "Hadji".
Procurar reunir a estos «nacionales» en Grecia fue una de las constantes de la política y de la diplomacia griega del siglo XIX.
Al mismo tiempo, se procuró purificar Grecia y sus «autóctonos» de toda influencia extraña. Hacía falta re-helenizar Grecia. La «purificación» de la lengua con la creación del katharévousa fue uno de los ejemplos de esta voluntad política.

## Primeras extensiones territoriales

La expansión territorial de Grecia entre 1832-1947.

El Rey Otón fue muy poco popular, excepto cuando abrazó la causa de la Gran Idea, como lo fue durante la guerra de Crimea. La realización de la Gran Idea a menudo se concretó gracias a las diferentes guerras de la segunda mitad del siglo XIX que permitieron a Grecia anexionar territorios cada vez más numerosos.
Con la puesta en marcha de la guerra de Crimea, Grecia creyó que podía sacar provecho de las dificultades iniciales (antes de la intervención occidental) del Imperio otomano. Así como en el momento de la guerra de independencia, bandas armadas compuestas en parte de kleftes y dirigidos por miembros de las clases más elevadas de la sociedad, en este caso estudiantes, repitieron la forma de acción de la guerrilla y sembraron confusión al otro lado de la frontera, en Tesalia, Épiro y Macedonia. Francia y Gran Bretaña, paralelamente a su intervención contra Rusia en Crimea, enviaron una flota para ocupar El Pireo entre marzo de 1854 y febrero de 1857. Grecia debió ceder a la presión. A pesar de todo, una Legión de voluntarios griegos, dirigida por Panos Koronaios, salió a reforzar a los rusos asediados en Sebastopol.
Una primera extensión territorial real se efectuó en mayo de 1864: Gran Bretaña cedió a Grecia la República de las Islas Jónicas. Un referéndum había designado en 1863 a un príncipe británico para suceder a Otón después de la revolución, pero las Potencias Protectoras se habían negado a avalar la elección y habían impuesto a un príncipe danés. En compensación y por celebrar el coronamiento de Jorge I (1864), el Reino Unido se separaba de su protectorado.
La insurrección búlgara de 1876 y la guerra ruso-turca que siguió (1877) derivarán en el Tratado de San Stefano que creaba una Gran Bulgaria bajo protección rusa. La Gran Bulgaria era un obstáculo a la Gran Idea. El Reino Unido, Austria-Hungría y Serbia no podían tampoco aceptar este tratado, pues favorecía a Rusia en la región balcánica. Grecia supo defender su causa y fue oída en el Congreso de Berlín de 1878. Grecia no fue invitada categóricamente, sino más bien una delegación griega fue recibida. Comprendía, entre otras cosas, a Theodoros Deligiannis y Charilaos Trikoupis. La delegación otomana estaba dirigida por Alexandros Karatheodoris Pacha, un griego otomano. Tesalia y una parte de Épiro se integraron a Grecia al final de una nueva serie de negociaciones en el marco de la Conferencia de Constantinopla de 1881. Al otro lado de su frontera norte se encontraba ahora Macedonia, el nuevo objetivo.

## Creta

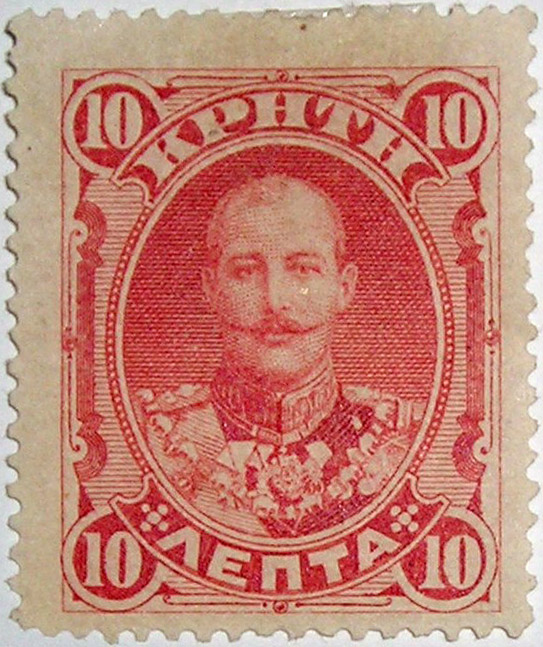
El Alto Comisario Jorge.

La «Gran Isla» se consideraba en Atenas y a sí misma como griega. La unión (enosis) de Creta con Grecia parecía evidente. Hubo numerosas rebeliones a lo largo del siglo XIX: 1841, 1858, 1866-1869, 1877-1878, 1888-1889 y 1896-1897. Grecia, por su parte, había intentado forzar la unión. En 1868, Atenas les envió ayuda a los insurrectos cretenses. La Sublime Puerta protestó y organizó el bloqueo de Ermoupoli, puerto de Siros y sobre todo principal puerto de viajeros y de mercancías del mar Egeo. La mediación de las Potencias Protectoras solucionó el desacuerdo. En 1885, sacando provecho de una nueva crisis, el primer ministro, Theodoros Deligiannis, envió una flota a Creta. Las Potencias Protectoras instauraron de nuevo un bloqueo marítimo a Grecia.
Deligiannis estaba de nuevo en el poder en 1897 cuando se produjo la insurrección cretense. Bajo la presión popular, envió una flota y soldados hacia la Gran Isla. Se decretó la movilización general y, en abril, la guerra comenzó contra el Imperio otomano en Tesalia. Fue la llamada Guerra de los Treinta Días, una aguda derrota griega. A pesar de todo, Grecia no salió de allí demasiado mal. El tratado de paz concedía la autonomía, bajo soberanía feudal otomana, de Creta. Jorge, el segundo hijo de rey Jorge I, fue nombrado Alto Comisario en Creta. Algunos ajustes a favor del Imperio otomano fueron hechos a lo largo de la frontera en Tesalia. La principal lección de la humillación de la Guerra de los Treinta Días era que Grecia jamás sería capaz, sola, de realizar la Gran Idea. El mismo Imperio otomano en decadencia constituía un adversario demasiado considerable.

## Las guerras balcánicas
Si la población era bastante homogénea al sur de Grecia, los límites étnicos en el norte eran aún más difíciles de determinar. Las diferentes etnias estaban muy mezcladas en los Balcanes y los diversos Estados-naciones que se crearon en el siglo XIX reivindicaron ciertas regiones, pobladas por lo menos en parte por aquellos a los que consideraban como sus nacionales. Macedonia era una de estas regiones: estaba poblada por griegos, búlgaros, serbios, albaneses, turcos y valacos.

### Macedonia
Grecia había comenzado a actuar allí en secreto desde los años 1890. Como durante la guerra de independencia o la guerra de Crimea, bandas autoproclamadas «combatientes por la libertad», "Makedonomakhoi", tomaron de nuevo las armas para reclamar la unión de Macedonia al reino griego. El primer pretexto había sido la creación de un exarcado ortodoxo en Bulgaria que era parte de la competencia del Patriarcado de Constantinopla. De esta forma los «Exarquistas» eran, pues, búlgaros y los "Patriarquistas", griegos. El conflicto era religioso y político, con el único objetivo de obtener el control de la región. Las diversas bandas y ejércitos se organizaron. La Organización Revolucionaria Macedónica fue fundada en 1893 y era apoyada por los búlgaros. La Ethniki Etairia (Sociedad nacional), griega, ayudaba a Makedonomakhoi. El gobierno de Atenas les aportó una ayuda más o menos directa: financiación vía sus agentes consulares, concretado por sus consejeros militares. Los cretenses participaron también en las operaciones de guerrilla (en su novela Alexis Zorba, Nikos Kazantzakis evoca las matanzas de sus héroes). Los partidarios de la unión con Grecia aumentaron poco a poco su influencia y se encontraron en posición de fuerza, lo que preparó la anexión a Grecia en el momento de las guerras balcánicas de 1912-1913.
En 1908, la revolución de los Jóvenes Turcos en Constantinopla arrastró diversos cambios. Bulgaria se declaró totalmente independiente del Imperio otomano. Austria-Hungría se anexionó Bosnia-Herzegovina que había sido colocada bajo su protectorado en 1878 en Berlín. Creta decidió entonces la enosis.
Los militares griegos organizaron un golpe de Estado: el golpe de Goudi en 1909, y colocaron a Venizelos a la cabeza de su movimiento porque, de origen cretense, no estaba manchado por la «corrupción» política del reino. Como cretense, Venizelos era también un partidario feroz de la Gran Idea. Realizó una política de modernización del país gracias a una muy amplia mayoría parlamentaria,.

### La Primera Guerra Balcánica
La Guerra Ítalo-Turca de 1911 debilitó al Imperio otomano. Los países de los Balcanes sacaron provecho de ello. Venizelos vaciló antes de incorporar a Grecia, porque sus «nacionales» estaban demasiado dispersados en el Imperio otomano como para no estar a la merced de posibles represalias turcas. Sin embargo, no interviniendo, Grecia corría el peligro de no participar tampoco en el reparto del botín. El 18 de octubre de 1912, Serbia, Bulgaria, Montenegro y Grecia, reagrupados en la Liga Balcánica, declararon la guerra al Imperio otomano, poniendo en marcha así la primera guerra balcánica.
Las tropas griegas se apoderaron a principios de noviembre de Salónica, batiendo en algunas horas a las tropas turcas. La marina griega, modernizada por el Reino Unido gracias a Venizelos, estableció su supremacía en el mar Egeo y se apoderó de Quíos, Lesbos y Samos. Ioannina, capital de Épiro, fue conquistada en febrero de 1913. Los turcos reconocieron estas anexiones en el tratado de Londres de mayo de 1913.

### La segunda guerra balcánica
Unidos contra los otomanos, los vencedores rompieron debido a la controversia por Macedonia durante la segunda guerra balcánica. Serbia y Grecia decidieron repartirse Macedonia a costa de Bulgaria. Rumania intervino para obtener su parte. La guerra fue corta y Bulgaria fue aplastada. El Tratado de Bucarest (1913) le dio Salónica y toda la Macedonia del sur a Grecia. Sin embargo, Bulgaria conservaba el puerto de Dedeagatch (ahora Alexandrópolis) sobre el Egeo, y la creación de Albania había impedido la anexión griega del Épiro del norte.
La Gran Idea se había convertido en realidad a pesar de todo. En resumen, las guerras balcánicas aumentaron el territorio griego en un 70% y su población pasó de 2,8 millones a 4,8 millones de habitantes. Cuando Constantino subió al trono de Grecia en 1913, se esperó que adoptara el título de Constantino XII, colocándose así en la sucesión directa de Constantino XI Paleólogo, último Emperador bizantino. La reconquista de Constantinopla parecía entonces próxima. Pero Constantino se contentó con ser solo Constantino I.
Sin embargo, no todos los habitantes de las regiones anexionadas eran griegos. En Salónica, los judíos séfardíes constituían la mayoría de la población. En otro lugar había una alta presencia de turcos musulmanes, valacos que hablaban rumano o eslavo.
La Gran idea desempeñó un papel fundamental en la «Ethnikos Dikhasmos» («Gran Cisma») durante la Primera Guerra Mundial.

## El «Gran Cisma»

### La elección de la alianza
La Gran Idea no fue en efecto una política exterior. Desempeñó un papel que determinaba la política interior del Reino griego. Fue presentada así como el principal, incluso el único, objetivo de los gobiernos sucesivos. Todos ellos insistieron en la necesidad de la unidad nacional con el fin de realizar la Gran Idea. No había que evocar otros problemas políticos (desarrollo lento, corrupción, sujeción a las Potencias Protectoras, etc.) bajo pena de ser considerado un antipatriota. La Gran Idea debía pesar ante todo y sirvió para desviar la atención de los problemas internos. Así, después de que Charilaos Trikoupis hubiera declarado el país quebrado en 1893 y después de que el país se había hundido en la crisis económica, se utilizó la Gran Idea y los asuntos cretenses para desviar la atención de la población, lo que derivó en la Guerra de los Treinta Días y en la humillante derrota griega.

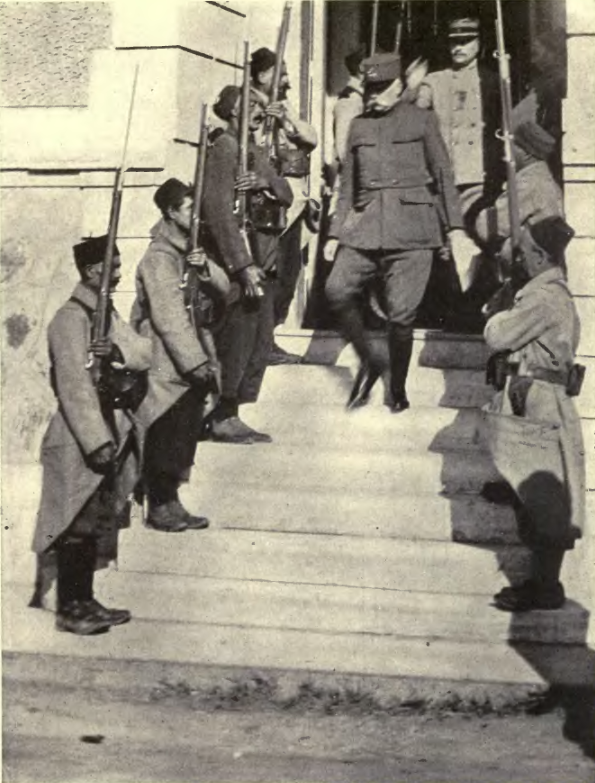
El general francés Sarrail en Salónica.

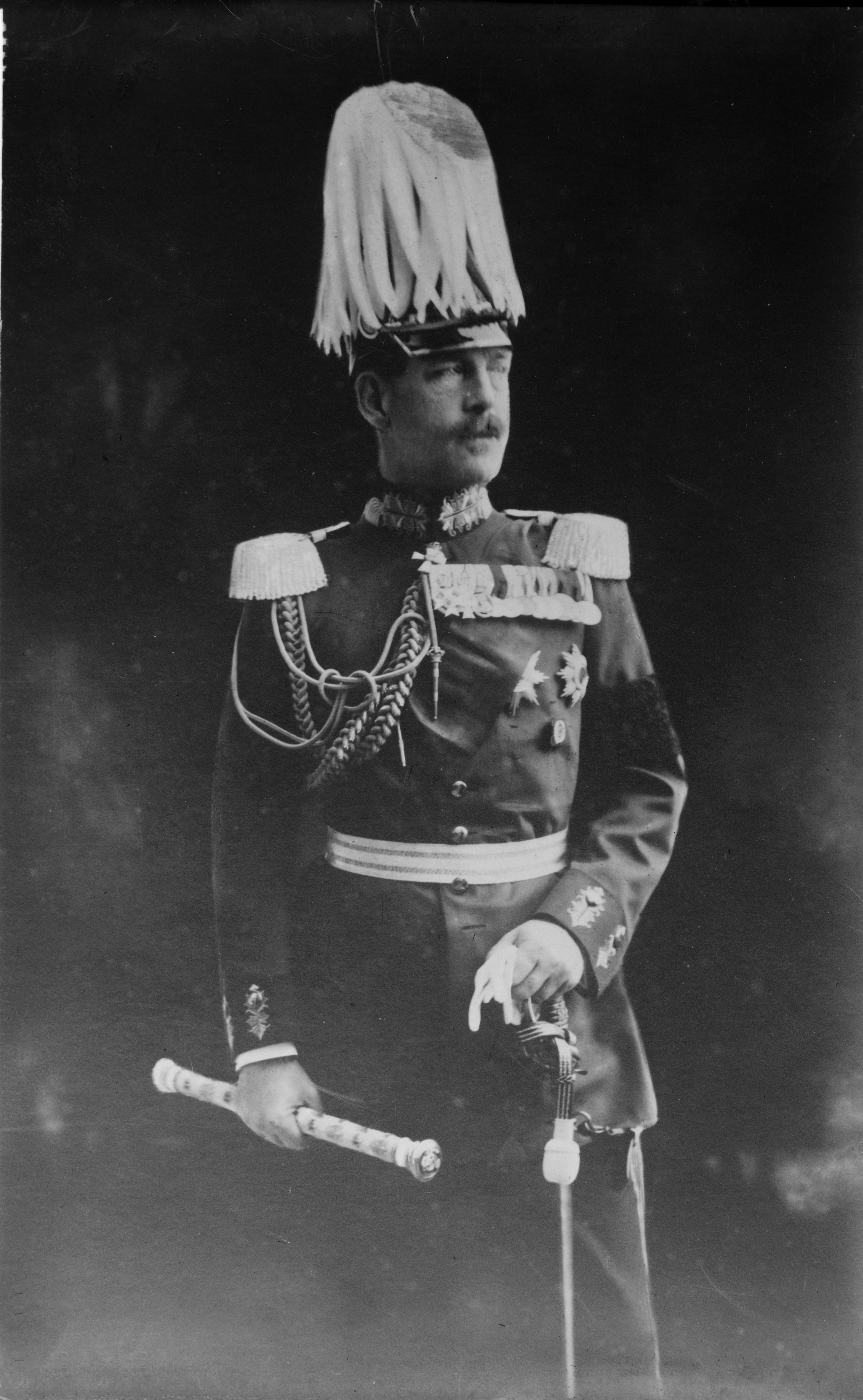
Constantino I con uniforme militar alemán.

Pero es durante la Primera Guerra Mundial cuando la Gran Idea acaba en una de las crisis más graves de política interior que hubiera conocido Grecia. Cuando la guerra estalló, Grecia se declaró inicialmente neutral. Pero quedarse fuera del conflicto no era la única razón de esta neutralidad. El mayor objetivo del Estado consistía en generar las condiciones para favorecer los objetivos de la Gran Idea.
Venizelos, el primer ministro, pensaba en quedar como aliado de Serbia, al igual que durante las Guerras Balcánicas, para posteriormente desmembrar definitivamente a Bulgaria, aliada de los Imperios centrales, por lo que deseaba acercarse a la Entente.
El rey Constantino, cuñado del kaiser Guillermo II, y feldmarschal honorario del Ejército alemán, se inclinaba más bien por una alianza con Alemania y Bulgaria, con el fin de ir en contra del antiguo aliado serbio y apoderarse de sus territorios.
En octubre de 1915, el rey envió a Venizelos e hizo informar al gobierno búlgaro de que su país no intervendría en caso de un ataque de Serbia. Utilizaba allí una cláusula del tratado de alianza con Serbia de 1913, que preveía que Grecia ayudaría a Serbia si era atacada por Bulgaria, excepto si ésta estuviese aliada a dos otras potencias (en este caso Alemania y Austria-Hungría).
Los británicos, para atraer a Grecia a la Entente, propusieron al sucesor de Venizelos dar Chipre a Grecia a cambio de su ayuda. El primer ministro Alexandros Zaimis se negó, prueba de que el gobierno griego había escogido desmembrar prioritariamente al antiguo aliado, Serbia, y no al Imperio otomano.
Complicado por este proyecto, Venizelos había autorizado -antes de ser destituido de sus funciones- un cuerpo expedicionario anglo-italo-francés de 250.000 hombres mandados por el general Sarrail, quien se instaló en Salónica. Los 150.000 supervivientes del ejército serbio, evacuados primero hacia Corfú, ocupada entonces por la Entente, se reunieron en Salónica en abril de 1916 (no sin que el rey Constantino y su nuevo primer ministro Stephanos Skouloudis les hubieran prohibido tomar el Canal de Corinto). El Gobierno griego incluso autorizó a las tropas búlgaras (enemigas de la Entente) a adelantarse hacia Salónica concediéndoles las plazas fuertes de Serres y Kavala.

### La ruptura
Después de haber intentado una última conciliación, que el soberano que se negó a recibir, Venizelos dejó Atenas para regresar a Creta. Publicó entonces (27 de septiembre de 1916) una proclamación al «helenismo entero» al que le pedía que se encargara de sus propios destinos y de «salvar lo que pueda ser salvado» cooperando con la Entente para que «no sólo Europa sea librada de la hegemonía alemana, sino también los Balcanes de las pretensiones hegemónicas búlgaras». En noviembre, Venizelos organizó en Salónica un gobierno provisional de Defensa Nacional (Ethniki Amyna), un rival del gobierno fiel al rey llevado a cabo por Spyrídon Lámpros. Esta fue la llamada "Ethnikos Dikhasmos". Tesalia y Epiro, así como una parte del Ejército, siguieron a Venizelos.
Una zona neutra entre Grecia del norte y la «vieja Grecia» fue organizada por la Entente, que sostenía política y financieramente al gobierno de Venizelos. Una flota franco-británica, al mando del almirante Dartige de Fournier, ocupó la bahía de Salamina para hacer presión (como en el momento de la Guerra de Crimea en 1885) sobre Atenas, a la que se enviaron ultimátums diversos y sucesivos, principalmente concerniendo al desarme del ejército griego. Nicolás II se negaba, sin embargo, a que Constantino fuese depuesto.
El 1 de diciembre de 1916, el rey Constantino cedió a las exigencias del almirante francés, y las tropas de Dartige de Fournier desembarcaron en Atenas para apoderarse de las piezas de artillería solicitadas. No obstante, el ejército fiel a Constantino se había movilizado secretamente y había fortificado Atenas. Los franceses fueron acogidos por un nutrido fuego. El almirante debió refugiarse en Zappéion y pudo huir solo durante la noche. La matanza de los soldados franceses fue apodada como las "Vísperas griegas". El Rey felicitó a su ministro de guerra y al general Dousmanis.
A pesar de lo ocurrido, la Entente no actuó en seguida. Rusia, pero también Italia, vacilaban. Fue solo el 11 de junio de 1917 cuando se exigió la abdicación de Constantino. El 12 de junio, bajo la amenaza de un desembarco de 100.000 hombres en el Pireo, el rey se fue al exilio sin abdicar oficialmente. Su segundo hijo, Alejandro, ascendió al trono. Sus fieles, entre ellos el general Doúsmanis y el coronel Ioannis Metaxás, fueron deportados a Córcega. El 21 de junio, Venizelos formó un nuevo gobierno en Atenas, y el 26, las tropas de la Entente se instalaron allí. Grecia, con un ejército purgado de elementos adictos a Constantino, entró en guerra, del lado de la Entente, contra Bulgaria y el Imperio otomano.

## La «Gran Catástrofe»

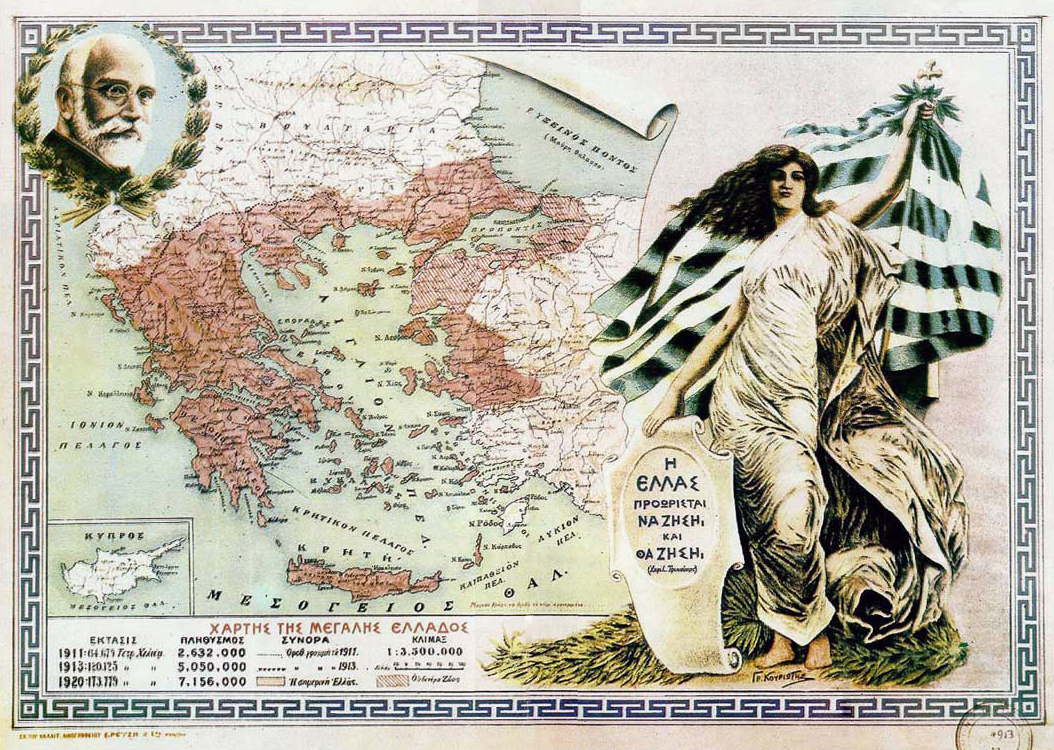
Mapa de las tierras otorgadas a Grecia en el Tratado de Sèvres. Retrato del Primer Ministro, Eleftherios Venizelos arriba a la izquierda. La cita a la derecha lee "Grecia está destinada a vivir y vivirá", por Harilaos Trikoupis. (1920)

### Consecuencias de la Primera Guerra Mundial
En el verano de 1918, 300.000 soldados griegos participaban en los combates del frente oriental bajo el mando del general Franchet d'Esperey. Bulgaria capituló el 29 de septiembre y el Imperio Otomano el 31 de octubre. La participación griega en la victoria le permitió obtener prácticamente todo aquello con lo que la Gran Idea soñaba.
Grecia envió dos divisiones a los Ejércitos Blancos mandados por Vrangel al sur de Rusia para proteger a los 600.000 «griegos pónticos», pero también con el objetivo de imponerse como la nueva gran potencia ortodoxa.
Italia no esperó las decisiones del Tratado de Versalles para tratar de desmembrar el Imperio otomano. Desembarcó sus tropas en Antalya y las hizo marchar hacia Esmirna. Para evitar un hundimiento precoz del Imperio otomano, el Reino Unido, Francia y Estados Unidos autorizaron a Grecia a ocupar militarmente Esmirna. El 15 de mayo de 1919, protegidas por la flota británica, las tropas griegas desembarcaron, cometiéndose todo tipo de atrocidades y matanzas: 350 turcos perecieron en los enfrentamientos. Las refriegas y las escaramuzas continuaron hasta desencadenar un verdadero conflicto armado. Esta ocupación de Esmirna fue en efecto el catalizador de la revolución nacionalista de Mustafa Kemal.

### Tratado de Sèvres
Artículo detallado: Tratado de Sèvres
En agosto de 1920, el Tratado de Sèvres concedió a Grecia: Tracia, las islas de Imbros y Ténedos y Esmirna (que entonces tenía más habitantes griegos que Atenas). Este hinterland estuvo bajo mandato de la Sociedad de Naciones hasta un referéndum previsto para 1925.
Sin embargo, el Gran Cisma no acabó. En las elecciones legislativas de 1920 se enfrentaron los monárquicos (fieles a Constantino, no a Alejandro, que acababa de fallecer mordido por su mono) y los liberales de Venizelos. Los monárquicos hicieron campaña por la desmovilización y la proposición de paz, "Una Grecia pequeña, pero honorable". Los liberales incitaban a la reanudación del conflicto para crear una "Gran Grecia que abrace dos continentes y cinco mares (mar Mediterráneo, Egeo, Jónico, de Mármara y Negro)". Los monárquicos ganaron las elecciones y restauraron a Constantino. El ejército fue ahora purgado de sus elementos venizelistas.
La aplicación del Tratado de Sèvres decidió los acontecimientos. Contrariamente a la ciudad, las tierras interiores de Esmirna eran mayoritariamente turcas y opuestas a la dominación griega. Los monárquicos en el gobierno renegaron su programa electoral y cubrieron una política expansionista bajo el eufemismo de la conservación del orden, lo que derivó en una nueva guerra greco-turca. Sin embargo, desde el regreso al poder de Constantino, los occidentales desconfiaban de Grecia. Esta no podía contar más con la misma ayuda que en 1918. Todas las peticiones solicitadas de armas, municiones, incluso de víveres fueron rechazadas. Turquía, liderada por Mustafa Kemal, opuso una tenaz resistencia. El nacionalismo griego chocaba de esta forma con el nacionalismo turco. La ofensiva griega sobre Ankara de marzo de 1921 fue un desastre. En marzo de 1922, Grecia se declaró preparada para aceptar la mediación de la Sociedad de Naciones. El ataque lanzado por Mustafa Kemal el 26 de agosto de 1922 obligó al ejército griego a replegarse delante del ejército turco, que masacró a todos los griegos presentes en la región. Esmirna, evacuada el 8 de septiembre, fue incendiada. Se considera que 30 000 griegos murieron en el evento.

### Tratado de Lausana
Artículo detallado: Tratado de Lausana
El Tratado de Lausana de 1923 que siguió fue desfavorable a Grecia, que perdió Tracia oriental, Imbros y Ténedos, Esmirna y toda posibilidad de quedarse en Anatolia. Los griegos fueron rechazados de Asia Menor después de 3000 años de presencia. De esta forma, la Gran Idea no sería realizada jamás.
Para evitar cualquier nueva reivindicación territorial, se procedió a una deportación masiva de población, suceso que se conoció como la "Gran Catástrofe". Durante el conflicto, 151.892 griegos ya habían huido de Asia Menor. El Tratado de Lausana desplazó a 1.104.216 griegos de Turquía, 40.027 griegos de Bulgaria, 58.522 de Rusia (a causa de la derrota de Vrangel) y 10.080 de otras procedencias (Dodecaneso o Albania, por ejemplo). En resumen, la población griega aumentó de un solo golpe un 20%.
En cambio, 380.000 turcos dejaron el territorio griego para emigrar hacia Turquía y 60.000 búlgaros de Tracia y de Macedonia se reunieron en Bulgaria. La acogida inmediata de los refugiados le costó a Grecia 45 millones de francos; luego la Sociedad de Naciones organizó un préstamo de 150 millones de francos para la instalación de los refugiados. En 1935, Grecia había gastado 9.000 millones de francos en todo el proceso. La Gran Idea había salido muy cara, y su fracaso parcial la borró del primer plano de la vida política griega por un tiempo. En 1930, Venizelos incluso en una visita oficial a Turquía, llegó a proponer a Mustafa Kemal para el Premio Nobel de la Paz.

## La Gran Idea delsigloXX: Chipre
La Gran Idea no había desaparecido completamente. Continuaba, sin decir verdaderamente su nombre, ya sea como propaganda de gobierno, o para desviar la atención de la población.
Así, después del golpe de Estado del 4 de agosto de 1936, Ioannis Metaxas proclamó el advenimiento de la "Tercera Civilización Helénica", que proseguía a la civilización de la Grecia antigua y la civilización bizantina. El ataque italiano desde Albania y las consiguientes victorias griegas permitieron a Grecia conquistar, durante el invierno 1940-1941, Épiro del norte que entonces fue administrado como una provincia griega, antes de la ofensiva alemana de abril de 1941.
La ocupación, la resistencia y luego la guerra civil postergaron la Gran Idea a un segundo plano. La anexión de las islas del Dodecaneso en 1947 no tiene que ver en nada con esto, ya que era el resultado de la derrota italiana y del hecho de que Grecia formaba parte del campo de los vencedores.
El cambio de población de 1922 no había sido total. En efecto, algunos griegos se habían quedado a Constantinopla, ya convertida en Estambul. Se contaban todavía también cerca de 120.000 turcos en Grecia. Hasta los años 1950, sobre todo gracias a la presión de OTAN, Grecia y Turquía habían mantenido relaciones cordiales. Chipre, ocupada por el Reino Unido, se convirtió en la "manzana de la discordia". En 1955, el coronel del ejército griego, pero de origen chipriota, Georgios Grivas, lanzó una campaña de desobediencia civil, luego de realizar algunos atentados, cuyo fin era primero expulsar a los británicos, para luego realizar la enosis con Grecia. El primer ministro griego, Aléxandros Papagos, no era desfavorable a esto. Los británicos enfrentaron a los turcochipriotas contra los grecochipriotas. Ante la petición de enosis de la población griega (el 80% de la población chipriota), el 20% de los turcos respondía por una petición de «taksim» (partición). Los problemas chipriotas tuvieron repercusiones sobre el continente. En septiembre de 1955, reaccionando a la petición de enosis de los griegos chipriotas, se organizaron motines antigriegos en Estambul, destruyéndose o dañándose 4.000 tiendas, 100 hoteles y restaurantes y 70 iglesias. Esto arrastró una última gran ola de migración desde Turquía hacia Grecia.
Los acuerdos de Zúrich de 1959 acabaron en la independencia de la isla en el seno de la Mancomunidad (Commonwealth) británica. Los enfrentamientos interétnicos a partir de 1960 condujeron a una intervención célebre del presidente de los Estados Unidos, Lyndon Johnson, y el envío de una fuerza de interposición de las Naciones Unidas en 1964.
La situación chipriota fue recuperada por la Dictadura de los Coroneles. Esta presentó su golpe de Estado del 21 de abril de 1967 como el único medio de defender los valores tradicionales de la civilización heleno-cristiana. El general de brigada Stylianos Pattakos declaró en 1968:

Jóvenes de Grecia... Ustedes ocultan, en su pechos y en su fe, este sentimiento profundo del sacrificio. Vuelve a remontar el «¡Ven a tomarlas!» de Leónidas, o el «No les daré la Ciudad» de Constantino XI y el «¡No!» de Metaxas. Eso fue el «¡Pare o disparo!» del 21 de abril de 1967.

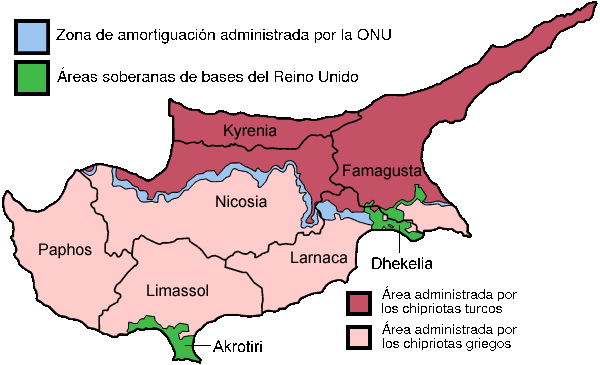
División política de Chipre.

El tamaño de la Grecia de la Antigüedad a Bizancio, luego la de los diversos dictadores salía a la superficie. La Gran Idea no estaba tan lejos.
La crisis del petróleo de 1973 agravó las relaciones greco-turcas. Se descubrieron pozos de petróleo cerca de Tasos. Turquía pidió poder prospectar en zonas que se reñía con su vecina Grecia, al tiempo que la situación de los coroneles se deterioraba. Los estudiantes se habían rebelado en noviembre de 1973 y la Junta había enviado tanques para reprimir la Escuela politécnica. La Gran Idea se volvió a utilizar entonces para desviar la atención de los problemas internos.
En plena crisis del petróleo de 1973 en el Egeo, el general de brigada Ioannidis intentó, en julio de 1974, derrocar al presidente chipriota Makarios y proceder a la enosis con Chipre. Esto generó una reacción inmediata de Turquía. Invadió el norte de la isla, de mayoría turca. Ambos países procedieron a una movilización general. Sin embargo, la dictadura militar no sobrevivió a este nuevo fracaso. La Gran Idea todavía tenía repercusiones en la política interior griega.
En una Europa estabilizada, la Gran Idea parece haber desaparecido completamente, aunque los desacuerdos greco-turcos a propósito de zonas fronterizas recuerdan reivindicaciones irredentistas griegas y todavía ciertas. Pero la economía (petróleo o pesca) se convirtió en la causa principal de estas disputas.